# هنری توماس باکل
هنری توماس باکل (۲۴ نوامبر ۱۸۲۱ – ۲۹ مه ۱۸۶۲) مورخ و نویسنده انگلیسی بود. او را گاهی «پدر تاریخ علمی‌شده» می‌نامند.
شناخته‌شده‌ترین اثر باکل، «تاریخ تمدن در انگلستان» هست که نخستین جلد آن در سال ۱۸۵۷ منتشر شد و الباقی کتاب ناتمام ماند.